# The Last Duel
The Last Duel (ðə ˈlæst ˈduːəl), és un film històric de suspens i drama dirigit per Ridley Scott. Basat en el llibre The Last Duel: A True Story of Trial by Combat in Medieval France d'Eric Jager, el guió està escrit per Ben Affleck, Matt Damon i Nicole Holofcener. Damon protagonitza el paper principal al costat de Jodie Comer i Adam Driver, amb Affleck i Harriet Walter en un paper secundari.
Amb un pressupost de $100.000.000 i una recaptació de $30.055.233.
Va ser estrenat el 15 d'octubre de 2021 per Walt Disney Studios Motion Pictures sota el segell 20th Century Studios.

## Sinopsi
Ambientat en la França del segle XIV, conta la història de Marguerite de Carrouges, que declara que ha estat violada per l'escuder Jacques Le Gris, el millor amic del seu marit. En no creure-la ningú, el seu marit, Jean de Carrouges, acusa el seu millor amic davant el rei Carles VI, qui decideix autoritzar un duel a mort entre tots dos.

## Argument
El 1386, Marguerite de Carrouges afirma que ha estat violada pel millor amic del seu marit, l'escuder Jacques Le Gris. El seu marit, el cavaller Jean de Carrouges, el desafia a un judici per combat, l'últim duel legalment sancionat en la història de França. Els esdeveniments que condueixen al duel es divideixen en tres capítols, els dos primers reflecteixen les perspectives de De Carrouges i Le Gris, respectivament, i el tercer reflecteix la perspectiva de Marguerite.
De Carrouges és un escuder que serveix en la Guerra dels Cent Anys (1369-1389) al costat de Le Gris, conegut pel seu temperament ardent i la seva destresa en el combat. Quan el comte Pierre d'Alençon és nomenat senyor de Carrouges pel seu cosí, el rei Carles VI, tant de Carrouges com Le Gris li juren fidelitat. Le Gris visita llavors de Carrouges i l'informa que d'Alençon ha ordenat a tots els seus nous vassalls que paguin les seves lleves de guerra; de Carrouges explica que li manca fons per pagar i Le Gris accepta demanar clemència a d'Alençon, que ha arribat a confiar en ell com a confident i conseller. Per restablir les seves finances, de Carrouges es desposa amb Marguerite de Thibouville, que rep del seu pare una gran dot que inclou les seves valuoses propietats. No obstant això, s'assabenta que un terreny especialment desitjable ja ha estat confiscat per d'Alençon i lliurat a Le Gris. Quan de Carrouges demanda que se li lliuri la terra, el rei desestima la demanda. El comte, davant aquesta comanda feta per de Carrouges al rei, que considera impertinent, pren represàlies i nomena Le Gris capità d'un fort que la família de Carrouges havia posseït durant generacions; de Carrouges està furiós i sospita que Le Gris ha posat d'Alençon en contra seva. Mentre fa campanya a Escòcia, és nomenat cavaller per la seva valentia, però en tornar a casa descobreix que Le Gris va violar la seva esposa mentre estava sola al seu castell. Com que sap que d'Alençon protegeix Le Gris, decideix reptar-lo a duel.
Le Gris, un escuder d'origen humil que va estudiar breument per a convertir-se en monjo, es guanya la confiança de d'Alençon utilitzant els seus coneixements de matemàtiques per adobar les finances del comte i cobrar els deutes dels seus vassalls, guanyant-se un lloc al seu costat. Prova d'usar la seva nova posició per a ajudar de Carrouges, però quan d'Alençon l'omple de presents, de Carrouges sent enveja i fa befa obertament de Le Gris, convertint-se en la riota de la cort de d'Alençon pels seus arravataments infantils. En veure Marguerite per primera vegada, Le Gris se'n sent atret i aviat s'adona que no estima del tot el seu marit, que és analfabet i només la veu com un mitjà per a aconseguir un hereu. Marguerite rebutja l'afecte de Le Gris malgrat que se sent també una mica atreta per ell; incapaç de resistir-se a la seva luxúria, Le Gris la visita d'amagat quan està sola i la persegueix fins a la seva cambra abans de violar-la, pensant que com que ella també ha d'estimar-lo, no ha comès cap delicte. En la seva qualitat de magistrat, el comte s'assegura que no es puguin presentar càrrecs contra el seu favorit, la qual cosa porta a de Carrouges a presentar-se davant el rei i sol·licitar un duel. Le Gris, desitjós de salvar el seu honor, accepta.
Del punt de vista de Marguerite, la història comença quan es marida amb de Carrouges i ràpidament es posa a ajudar-lo a restaurar la seva descurada finca. Desgraciadament, el seu matrimoni aviat es veu afectat pel fet que Marguerite no es queda embarassada. Quan de Carrouges se'n va a Escòcia, li ordena que no surti del castell i que no deixi entrar ningú. Le Gris apareix, enganya Marguerite perquè el deixi entrar i la viola. Quan de Carrouges torna, s'enfureix i obliga Marguerite a ficar-se al llit amb ell en contra de la seva voluntat. Marguerite aviat queda embarassada i la mare de Carrouges li adverteix que no porti Le Gris a judici, perquè això provocaria comentaris entre la gent, i revelaria que ella també va ser violada de jove i argumenta que el que va fer Le Gris no és diferent. En el judici de Le Gris, els jutges interroguen durament Marguerite, que continua obstinada que Le Gris la va violar. Carles VI decideix que cal un judici per combat o duel per a resoldre la disputa, però Marguerite és advertida que serà torturada i cremada viva si el seu marit perd. Marguerite dona a llum el seu fill dies abans del duel.
El duel comença amb de Carrouges i Le Gris lluitant fins que tots dos perden les seves muntures i lluiten cos a cos. De Carrouges és apunyalat a la cuixa però finalment aconsegueix immobilitzar Le Gris. Exigeix que Le Gris confessi o s'enfronti a la condemnació eterna, però Le Gris refusa i afirma una vegada més la seva innocència; de Carrouges l'apunyala a la boca i el mata. Mentre el cos de Le Gris és despullat i portat per a ser penjat per a la seva exhibició pública, de Carrouges marxa a cavall i es delecta en la glòria de la seva victòria, mentre Marguerite el segueix en silenci.
Un epíleg textual revela que de Carrouges va morir més tard lluitant a les Croades i que Marguerite va continuar d'administrar els seus béns, vivint en pau durant els trenta anys restants de la seva vida i sense tornar a prendre marit.

## Repartiment
- Matt Damon com Jean de Carrouges
- Adam Driver com Jacques Le Gris
- Jodie Comer com Marguerite de Carrouges
- Ben Affleck com Comte Pierre d'Alençon
- Alex Lawther com Rei Carles VI
- Harriet Walter com Nicole de Buchard
- Nathaniel Parker com a Sir Robert de Thibouville
- Sam Hazeldine com Thomin du Bois
- Michael McElhatton com Bernard Latour
- Željko Ivanek com Le Coq

## Producció
El projecte es va anunciar inicialment al juliol de 2015, amb Francis Lawrence planejant dirigir la pel·lícula i Shaun Grant escrivint el guió; no obstant això, no es va anunciar cap desenvolupament posterior i els drets de la pel·lícula finalment van caducar. No va ser fins a juliol de 2019 que es va anunciar que Ridley Scott planejava dirigir la pel·lícula amb Ben Affleck i Matt Damon com a protagonistes, mentre aquests últims dos també escriurien el guió juntament amb Nicole Holofcener. Encara que Walt Disney Studios posseïa els drets de la pel·lícula com a resultat de la fusió de Disney i Fox, es desconeixia si la companyia produiria la pel·lícula a causa de la seva temàtica. Al setembre de 2019, Jodie Comer va iniciar negociacions per a unir-se a l'elenc. L'actriu seria confirmada al mes següent, Adam Driver entraria en negociacions per a unir-se a la pel·lícula, després que Affleck optés per interpretar un paper secundari diferent. Driver va ser confirmat al novembre d'aquest any, i Disney va confirmar que distribuiria la pel·lícula fixant una data d'estrena.Per part seva, Harriet Walter es va sumar a l'elenc al febrer de 2020.

### Rodatge
El rodatge va començar el 14 de febrer de 2020 a Dordonya, França i va continuar el 12 de març de 2020 al castell medieval de Berzé-le-Châtel (prop de Mâcon), Borgonya, França (amb un equip de filmació de 300 persones, incloent 100 extres).
El rodatge havia d'haver tingut lloc en el comtat de Meath, Dublín, el comtat de Wicklow i el castell de Cahir (al comtat de Tipperary), Irlanda, del 23 al 30 de març de 2020. Tanmateix, el 13 de març de 2020 Disney va anunciar que l'estudi havia de retardar el rodatge indefinidament enmig de preocupacions per l'elenc i l'equip a la llum de la pandèmia de COVID-19 en curs, així com les restriccions de viatge a Europa. El rodatge finalment va tenir lloc a la fi de setembre de 2020. La producció va concloure a Irlanda el 14 de octubre de 2020.

## Llançament
El film estava originalment programat per a una estrena limitada en cinemes el 25 de desembre de 2020, abans del seu llançament el 8 de gener de 2021. Malgrat això, com a resultat de la pandèmia de COVID-19, la data d'estrena es va retardar fins al 15 d'octubre de 2021.

## Premis i nominacions
| Any  | Premi                                                      | Categoria                                                         | Nominat(s)                                                                                  | Resultat  | Ref.   |
| ---- | ---------------------------------------------------------- | ----------------------------------------------------------------- | ------------------------------------------------------------------------------------------- | --------- | ------ |
| 2021 | Camerimage                                                 | Granota daurada                                                   | The Last Duel                                                                               | Nominat   | [ 22 ] |
| 2021 | Hollywood Music in Media Awards                            | Millor banda sonora original en una pel·lícula                    | Harry Gregson-Williams                                                                      | Nominat   |        |
| 2021 | National Board of Review                                   | Top 10 Pel·lícules (compartit)                                    | The Last Duel                                                                               | Nominat   | [ 23 ] |
| 2021 | Premis de l'Associació de Crítics de Cinema de Saint Louis | Millor actor de repartiment                                       | Ben Affleck                                                                                 | Nominat   | [ 24 ] |
| 2021 | Dublin Film Critics Circle Awards                          | Millor actriu                                                     | Jodie Comer                                                                                 | Nominat   |        |
| 2021 | Greater Western New York Film Critics Association Awrds    | Millor actriu                                                     | Jodie Comer                                                                                 | Nominat   |        |
| 2021 | Indiana Film Journalists Association                       | Millor actriu                                                     | Jodie Comer                                                                                 | Nominat   |        |
| 2022 | Premis de l'Associació de Crítics de Cinema d'Austin       | Millor muntatge                                                   | Claire Simpson                                                                              | Nominat   | [ 25 ] |
| 2022 | Premis Golden Raspberry                                    | Pitjor actor de repartiment                                       | Ben Affleck                                                                                 | Nominat   | [ 26 ] |
| 2022 | Premis Satellite                                           | Millor banda sonora                                               | Harry Gregson-Williams                                                                      | Nominat   | [ 27 ] |
| 2022 | Premis Satellite                                           | Millor so                                                         | Daniel Birch, Stéphane Bucher, David Giammarco, Paul Massey, William Miller y Oliver Tarney | Nominat   | [ 27 ] |
| 2022 | Visual Effects Society Awards                              | Millors efectes visuals de suport en una pel·lícula fotorrealista | Gary Brozenich, Helen Judd, Jessica Norman, Yann Blondel y Stefano Pepin                    | Nominat   | [ 28 ] |
| 2022 | Columbus Film Critics Association                          | Millor actriu secundària                                          | Jodie Comer                                                                                 | Nominat   |        |
| 2022 | Critics' Choice Super Awards                               | Millor actriu en pel·lícula d'acció                               | Jodie Comer                                                                                 | Guanyador | [ 29 ] |
| 2022 | The Isaac Awards                                           | Millor actriu                                                     | Jodie Comer                                                                                 | Guanyador | [ 30 ] |